# Cerodontha zlobiniana
Cerodontha zlobiniana är en tvåvingeart som beskrevs av Spencer 1987. Cerodontha zlobiniana ingår i släktet Cerodontha och familjen minerarflugor. Inga underarter finns listade i Catalogue of Life.